# Russelia lanceifolia
Russelia lanceifolia är en grobladsväxtart som beskrevs av Cyrus Longworth Lundell. Russelia lanceifolia ingår i släktet Russelia och familjen grobladsväxter. Inga underarter finns listade i Catalogue of Life.